# Осада Амиды (359)
Осада Амиды — осада персами римского города Амиды в 359 году. Осада описана в "Деяниях" римского историка Аммиана Марцеллина, который был непосредственным участником событий.

## Предыстория
Когда Шапур II стал правителем империи Сасанидов, он попытался восстановить старые территории, ранее отвоеванные римлянами. После подавления восстания арабов на юге страны, он столкнулся с нашествием хионитов. После длительной борьбы с ними, хиониты были вынуждены заключить мир и их вождь Грумбат согласился принять участие в походе против Рима. Шапур начал кампанию в 359 году. Первые римские города сдались ему. Но Амида не сдалась персам, и те осадили её.

## Ход осады
Сначала Шапур хотел склонить гарнизон Амиды к добровольной сдаче, но римляне в ответ засыпали персов стрелами. Был убит и сын Грумбата. Тогда Шапур осаждает Амиду и в течение двух дней подвергает её дважды штурму. После этого в Амиде разразился мор, но на десятый день осады он кончился. Вскоре в лагере персов появился перебежчик, с помощью которого персы усилили натиск в слабых местах крепости. Затем последовала вылазка гарнизона, нанесшая большой урон персам. Тогда Шапур придвигают к стенам города башни и другие осадные сооружения, но римляне их сжигают. Возведя непосредственно близ стен высокие валы, персы штурмуют Амиду и вторгаются в крепость. Осада длилась 73 дня.

## Результаты
После захвата города, Шапур II взял ряд других крепостей. В 363 году император Юлиан, во главе сильной армии отправился походом на Персию, но был отброшен и погиб. Его преемник Иовиан заключил позорный мир и отдал персам территории за Тигром и Евфратом.